# 라리사 드레코냐
라리사 드레코냐(Larissa Drekonja)는 미국의 배우, 텔레비전 배우, 영화배우이다.
포스토이나에서 태어났다.

## 영화
- 캅 아웃 (2010년)
- 윈드폴 (2006년)
- 25시 (2002년)